# Planaltinella rhatyma
Planaltinella rhatyma är en fjärilsart som beskrevs av Józef Razowski och Becker 1994. Planaltinella rhatyma ingår i släktet Planaltinella och familjen vecklare. Inga underarter finns listade i Catalogue of Life.